# Gitara preparowana

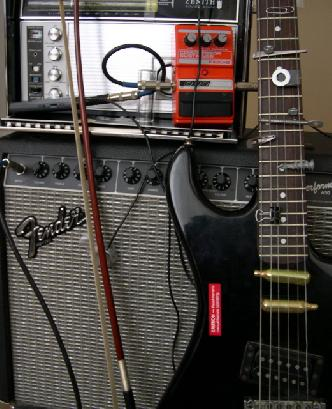
Gitara preparowana

Gitara preparowana – gitara poddana modyfikacjom, bądź też wykorzystywana w sposób inny niż tradycyjna techniki gry w celu osiągnięcia nietypowej barwy dźwięku. 
Termin został wprowadzony przez Keitha Rowe'a, który zaczął wykorzystywać w ten sposób instrument w swoich eksperymentalnych kompozycjach w latach 70. XX wieku. Preparacja może polegać na włożeniu między struny gitary różnych elementów np. śrub, sztućców, gwoździ, nałożeniu na struny koralików lub nakrętek. 

## Gitarzyści
- Simon Angell (Patrick Watson)
- Glenn Branca
- Fred Frith
- Yuri Landman
- Thurston Moore (Sonic Youth)
- Lee Ranaldo (Sonic Youth)
- Keith Rowe